# لص بغداد (فلم 1952)
لص بغداد (بالألمانية: Die Diebin von Bagdad) هو فيلم موسيقي كوميدي ألماني أنتج سنة 1952، قام بإخراجه كارل لاماتش، وهو من بطولة ثيو لينغن، وبول كيمب، وسونيا زيمان، ورودولف براك. والفيلم يعرض بقالب كوميدي خدع سحرية عن امرأة في بغداد. وقد تم تصوير الفيلم في بينديستورف الواقعة في ولاية ساكسونيا السفلى.

## روابط خارجية
- مقالات تستعمل روابط فنية بلا صلة مع ويكي بيانات